# Donatas Zavackas
Donatas Zavackas, né le 20 avril 1980 à Klaipėda, dans la République socialiste soviétique de Lituanie, est un joueur lituanien de basket-ball. Il évolue au poste d'ailier fort.

## Palmarès
- Vainqueur de la ligue baltique 2008-2009 (Lietuvos rytas)
- Vainqueur de l'EuroCoupe 2008-2009 (Lietuvos rytas)
- MVP du championnat de Lituanie 2007-2008